# 6 Zapasowy Pułk Piechoty
6 zapasowy pułk piechoty – zapasowy oddział piechoty ludowego Wojska Polskiego. 
Rozkazem ogólnym Dowództwa 1 Armii Polskiej nr 0168 z 5 sierpnia 1944 nakazano sformować w Dojlidach 6 zapasowy batalion piechoty. Batalion został sformowany w przeważającej większości z byłych partyzantów. Pod koniec stycznia jednostkę przedyslokowano do Torunia.
Na podstawie rozkazu NDWP nr 58/org. z 15 marca 1945 6 batalion przeformowano na 6 zapasowy pułk piechoty. 20 kwietnia 1945 pułk liczył 3510 ludzi.
Rozkazem NDWP nr 0242/org. z 10 września 1945 6 zapasowy pułk piechoty został rozformowany. Jego wyposażenie posłyżyło za bazę materiałową nowo formującej się 18 Dywizji Piechoty.